# El Paraíso, Chilón
El Paraíso är en ort i Mexiko.   Den ligger i kommunen Chilón och delstaten Chiapas, i den sydöstra delen av landet, 800 km öster om huvudstaden Mexico City. El Paraíso ligger 438 meter över havet och antalet invånare är 211.
Terrängen runt El Paraíso är lite bergig. Runt El Paraíso är det ganska tätbefolkat, med 54 invånare per kvadratkilometer. Närmaste större samhälle är Centro Chich, 7,1 km väster om El Paraíso. I omgivningarna runt El Paraíso växer i huvudsak städsegrön lövskog.